# Donacoscaptes circumvagans
Donacoscaptes circumvagans là một loài bướm đêm trong họ Crambidae.